# Bellator 19
Bellator XIX foi um evento de MMA, organizado pelo Bellator Fighting Championships ocorrido em 20 de maio de 2010 no Verizon Theathre em Dallas, Texas. O evento foi ao ar na Fox Sports Net e suas afiliais regionais.